# Onychothemis abnormis
Onychothemis abnormis är en trollsländeart som beskrevs av Brauer 1868. Onychothemis abnormis ingår i släktet Onychothemis och familjen segeltrollsländor. Inga underarter finns listade i Catalogue of Life.